# 新四军六团留守处
新四军六团留守处是中国工农红军闽东独立师改编为国民革命军新四军后于1938年3月在宁德县碧山村林氏宗祠设立的留守处，旧址位于中国福建省宁德市蕉城区蕉北街道，宁德市（县级）人民政府于1992年12月将其公布为第二批县级文物保护单位。

## 历史
1937年，中共闽东特委在与福建省政府谈判后宣布结束与国民政府的游击战，并将其麾下的闽东独立师改编为新四军第三支队第六团。1938年3月2日，新四军六团在宁德县林氏宗祠设立留守处，范式人任留守处主任，郭文焕任秘书长。同月16日，留守处遭国民政府偷袭，留守人员被抓捕至福州，至范式人和福建省政府交涉后才得以获释。

## 建筑
林氏宗祠建筑占地面积300平方米，始建于民国14年（1925年），穿斗式木构硬山顶，高7.5米，面阔三间，进深三间。